# Tommy Makem

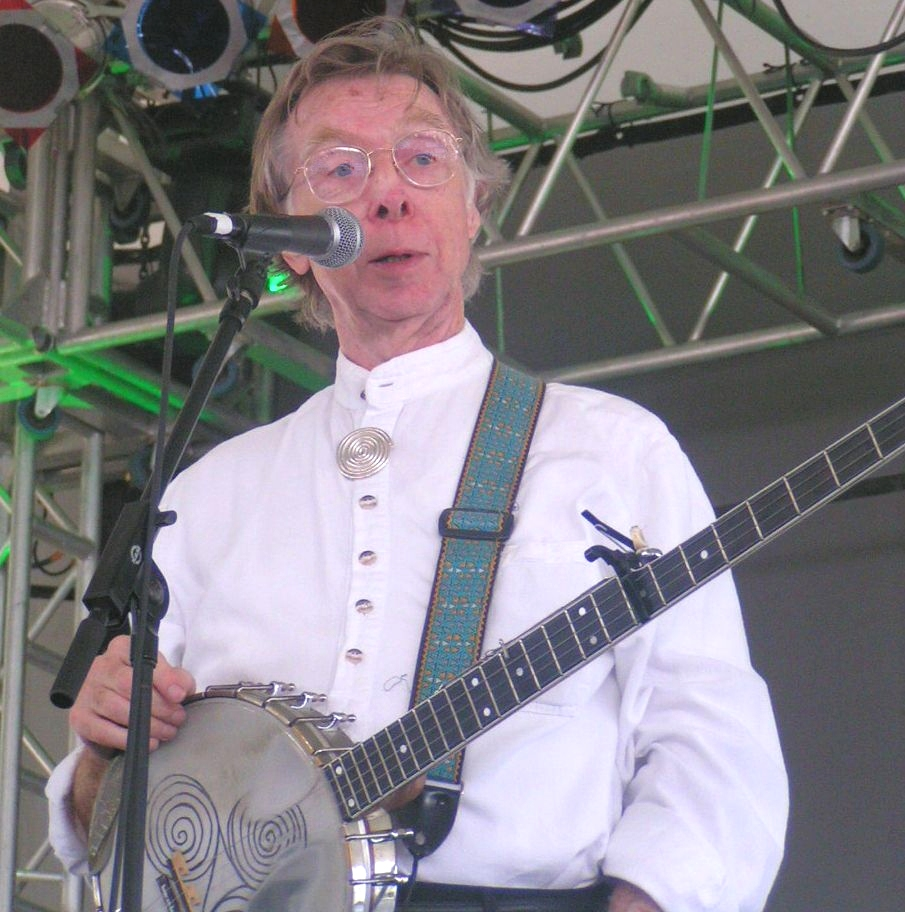
Tommy Makem

Tommy Makem (Keady (County Armagh in Noord-Ierland), 4 november 1932 - Dover (New Hampshire), 1 augustus 2007) was een Amerikaanse Ierse folkmuzikant, artiest, dichter en verhalenverteller van Noord-Ierse komaf, meest bekend door de groep The Clancy Brothers and Tommy Makem. Hij speelde banjo en tin whistle en was zanger. Hij stond ook bekend als The Bard of Armagh.

## Levensloop
Hij groeide op in zijn geboortedorp. Zijn moeder Sarah Makem, was ook een bekende traditionele zangeres. Na zijn vertrek naar de Verenigde Staten in 1955 ging hij samenwerken met The Clancy Brothers.
Makem verliet de groep in 1969 en verkoos een solo-loopbaan. In 1975 werden hij en Liam Clancy geboekt voor een folkfestival in Cleveland (Ohio) als duo. Daarna traden zij op als Makem and Clancy en produceerden diverse albums. Hij ging weer solo werken in 1988.
Makem woonde in Dover (New Hampshire) en bleef doorgaan met optreden en albums maken. Zijn zoons Shane, Conor en Rory, dat zijn de The Makem Brothers en neef Tom Sweeney zetten de muzikale traditie van de familie voort.

## Discografie

### Soloalbums
- Newport Folk Festival 1959
- Newport Folk Festival 1960
- Songs of Tommy Makem 1961
- Songs For A Better Tomorrow 1963
- Songs ommy Makem 1968
- In The Dark Green Woods 1969
- Bard Of Armagh 1970
- Love Is Lord Of All 1971
- Listen for the rafters are ringing 1972
- Recorded Live 1973
- A Room Full Of Song
- Ever The Winds 1975
- 4 Green Fields 1975
- An Evening with Tommy Makem 1985
- Lonesome Waters 1985
- Song Of The Working People 1988
- Rolling Home 1989
- Songbag 1990
- Bob Dylan 30th Anniversary Celebration 1992
- Live at the Irish Pavilion 1993
- From The Archives 1993
- Tommy Makem's Christmas 1995
- Ancient Pulsing 1996
- The Song Tradition 1998

### Tommy Makem and Liam Clancy
- The Lark In The Morning 1955
- Makem & Clancy
- Concert
- Two For The Early Dew
- Collection 1980
- Waltzing Matilda/Red is the Rose 1981
- Live at the National Concert Hall 1983
- We've Come Along Way 1986

### MetThe Clancy Brothers and Tommy Makem
- The Rising of the Moon - or Irish Songs of Rebellion - 1959
- Come Fill Your Glass with Us or Irish Songs of Drinking - 1959
- The Clancy Brothers & Tommy Makem - 1961
- A Spontaneous Performance Recording - 1961
- Hearty and Hellish! A Live Nightclub Performance -1962
- The Boys Won't Leave the Girls Alone - 1962
- Sing of the Sea - 1963
- In Person at Carnegie Hall - 1963
- The First Hurrah! - 1964
- Recorded Live in Ireland - 1965
- Isn't It Grand, Boys - 1966
- Freedom's Sons - 1966
- The Irish Uprising - 1967
- The Bold Fenian Men - 1969
- Home, Boys, Home - 1968
- In Concert - 1967
- Reunion
- Ain't It Grand Boys - A Collection Of Unissued Gems
- At Home With The Clancy Brothers And Tommy Makem And Their Families
- Irish Folk Airs

- Biblioteca Nacional de España: XX1481918
- Bibliothèque nationale de France: cb14000697k (data)
- Gemeinsame Normdatei: 133539636
- International Standard Name Identifier: 0000 0001 1570 1174
- Library of Congress Control Number: n82020016
- MusicBrainz: ed29f6fa-ca96-47f7-9c7e-b9f2f11f30e4
- Nationale Bibliotheek van Israël: 987007404795105171
- Nederlandse Thesaurus van Auteursnamen: 074484745
- SNAC: w6rp5kqw
- Système universitaire de documentation: 233640614
- Virtual International Authority File: 50419005
- WorldCat: E39PBJptYbqxdMqfVCWvFktkDq